# Даниэльссон, Аксель
Аксель Даниэльссон (Даниельссон, швед. Axel Danielsson; 15 декабря 1863, Вермланд — 30 декабря 1899, Эльстерберг, Германия) — шведский социалистический политик, политический теоретик, агитатор, журналист и писатель
. Он был видным деятелем Социал-демократической рабочей партии Швеции у её истоков и основателем радикальной социал-демократической газеты Arbetet. В 1886 году Даниельссон перевёл на шведский язык «Манифест Коммунистической партии» Карла Маркса (поскольку первый переводчик, христианский коммунист Пер Йётрек, позволил себе слишком много вольностей).

## Биография
Аксель Даниельссон был сыном бригадира лесопилки. Семья была бедной, но благодаря финансовой поддержке прихода он смог сдать экзамен на аттестат зрелости в Фалуне в 1881 году и в том же году поступить в Уппсальский университет. Впрочем, тяжёлое финансовое положение вынудило его прервать учёбу. Даниельссон пытался зарабатывать на жизнь писательством в Стокгольме (он опубликовал несколько рассказов в газете «Dagens Nyheter»), но это также оказалось финансово невыгодным.

### В социалистическом движении
Самостоятельно изучал теоретиков своего времени, включая Герберта Спенсера и Генри Томаса Бокля, благодаря которым познакомился с трудами Маркса и взялся за них. Он также лично познакомился с Августом Пальмом и осенью 1885 года устроился на работу в недавно основанную газету «Social-Demokraten».

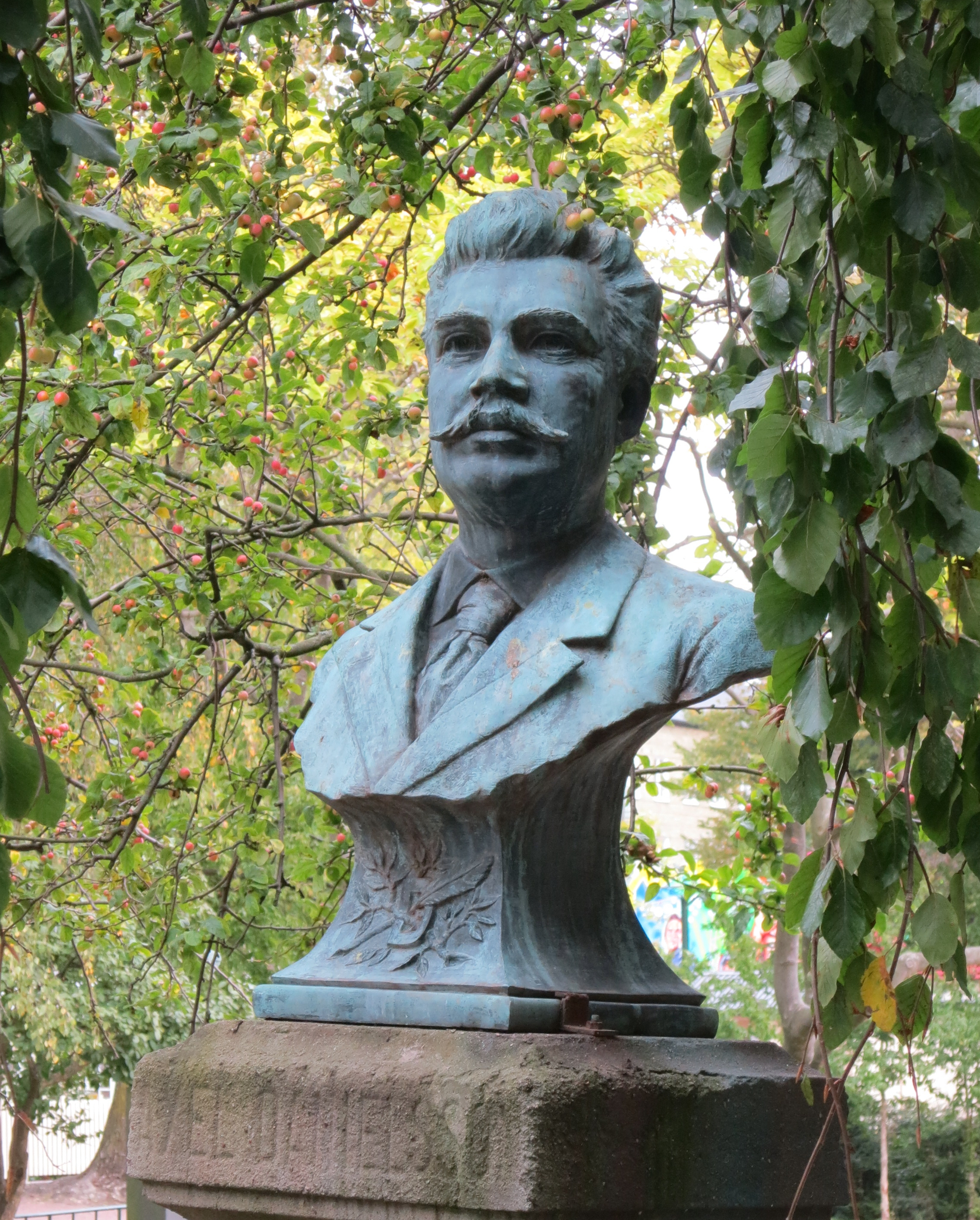
Бюст Даниэльссона в Мальмё

Когда главным редактором стал Яльмар Брантинг, с которым они неоднократно конфликтовали по идеологическим причинам, Даниэльсон оставил Стокгольм и переехал в Мальмё, где 6 августа 1887 года при поддержке профсоюза основал газету «Arbetet». Годом ранее он перевёл «Манифест Коммунистической партии». В Мальмё он также основал отделение СДРПШ, радикально настроенным ядром которого стал профсоюз.

### Преследование и последствия
Даниэльссон столкнулся с судебными обвинениями в богохульстве за спорную статью, опубликованную в газете «Social-Demokraten» Яльмара Брантинга: судебный процесс завершился осуждением обоих. Приговорённый к 18 месяцам тюрьмы за свои тексты в «Arbetet» и заключённый в тюрьму в 1888 году, Даниэльссон отметил это событие написанием в заключении памфлета о трудовой теории стоимости и литературного произведения «За решёткой. Зарисовки в стихах и прозе» («Genom gallret. Skizzer på verse och prosa»). Отбывая наказание, он и дальше писал для газеты и стал своего рода мучеником для движения.
Во время заключения его газетой руководила его тогдашняя невеста, а затем и жена, Эльма Сандквист (затем Даниэльсон). Они поженились в 1897 году, после шестнадцати лет помолвки. В 1891 году у них родился сын Аттердаг, но он умер в возрасте четырёх лет, когда его мать работала в США, оставив ребёнка своим родителям.
В 1890-х годах он участвовал в студенческих кружках в Лунде, организованных Бенгтом Лидфорсом и «Tuakotteriet». Часто утверждается, что именно он вывел социал-демократию на передний план в Швеции в конце XIX века. В любом случае, он оказал большое влияние на идеологическое развитие партии, которое шло рука об руку с его собственным изменением взглядов от более радикальных к реформистским. Его заявление о приверженности реформам и парламентаризму в 1892 году было воспринято былыми товарищами как «падение Даниэльссона». В 1897 году он написал новую программу Социал-демократической партии, основанную на Эрфуртской программе СДПГ, — значительно менее революционную, чем предыдущая, 1888 года. Он также написал несколько статей в поддержку кооперации.